# Wagneria alpina
Wagneria alpina là một loài ruồi trong họ Tachinidae.